# Viola Richard

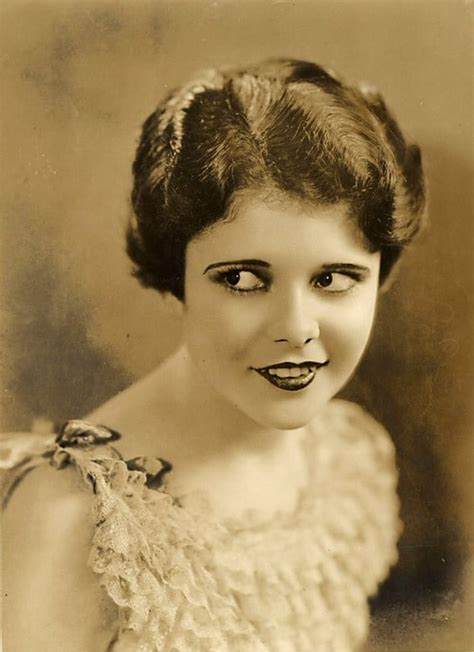
Viola Richard.

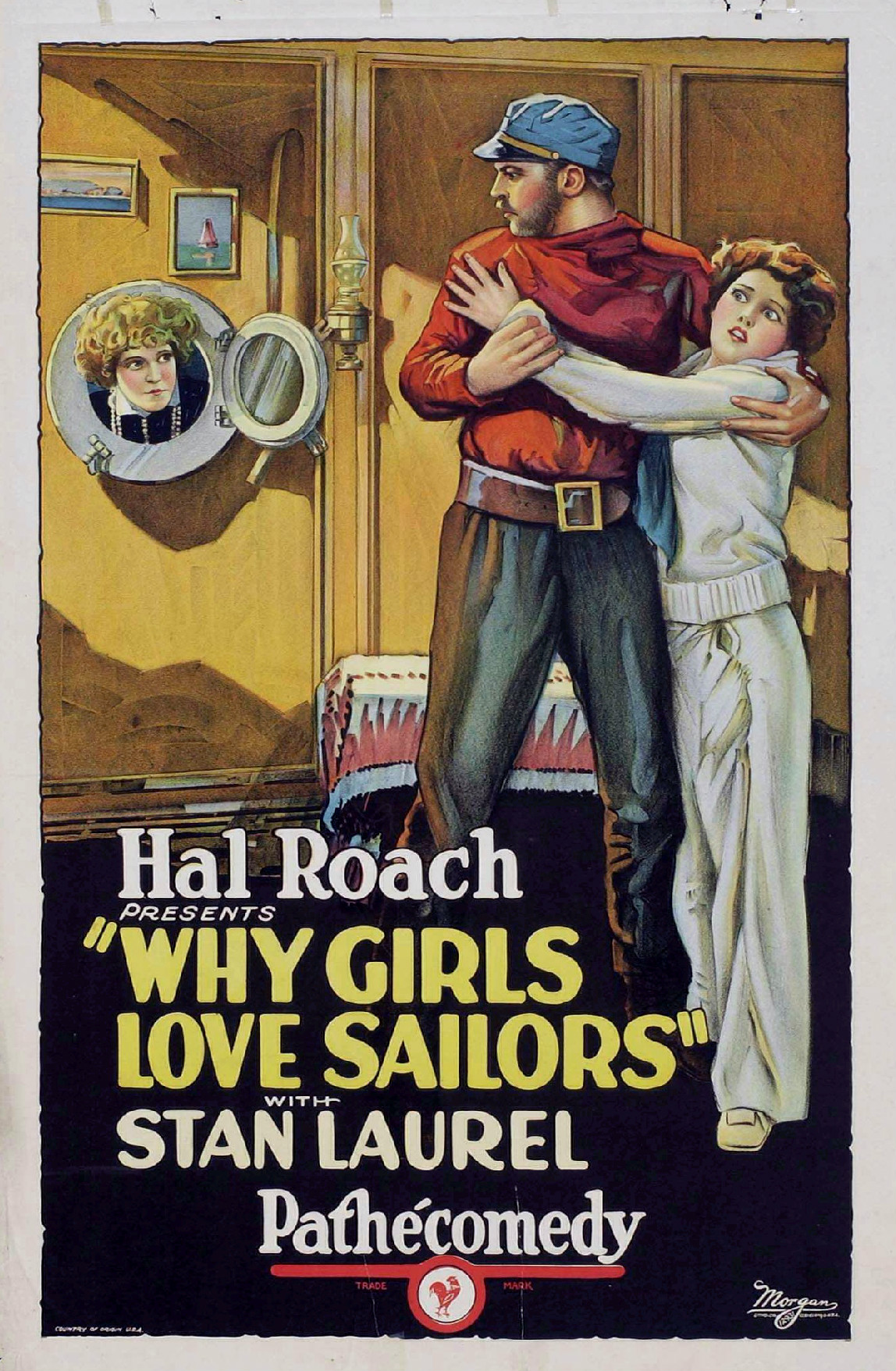
Viola Richard på affischen för Why Girls Love Sailors (1927) med Stan Laurel (i kvinnokläder tittande in genom ventilen) och Malcolm Waite.

Evelyn Viola Richard, född den 26 januari 1904 i Hamilton, Ontario, död den 28 december 1973 i Palm Springs, Kalifornien, var en amerikansk skådespelerska som hade en kortare karriär hos producenten Hal Roach. Hon är i dag mest hågkommen för sin medverkan i ett antal av Helans och Halvans tidiga filmer.

## Bakgrund
Richard föddes i Kanada som dotter till en kanadensisk man, John Richard, och en brittiskfödd kvinna, Alice Sweeting Richard. 1910 emigrerade familjen till USA. Inte mycket annat är känt om Richards barndom än att hon lärde sig läsa och skriva redan innan hon började skolan.

## Som skådespelerska hos Roach
År 1926 hade Richard, nu en mörkhårig ung skönhet med drag av den populära filmstjärnan Clara Bow, på okända vägar hamnat i Hollywood där hon detta år gjorde en mindre roll i filmen Exclusive Rights. Inte långt därefter blev hon anställd hos den framgångsrike komediproducenten Hal Roach. Hos denne medverkade hon under en tvåårsperiod i ett flertal kortfilmer, däribland åtta stycken med Helan och Halvan. I den första av dessa (Why Girls Love Sailors) spelade hon Halvans flickvän medan hon i senare filmer som Helan och Halvan i stenåldern och Trötta miljonärer uppvaktas av respektive flirtar med båda parterna i duon. Visavi Helans och Halvans återkommande motspelare James Finlayson spelade hon såväl dennes hustru (Helan och Halvan som detektiver) som dotter (Helan och Halvan i stenåldern). I den klassiska Lev livet leende spelar hon sköterskan på den tandläkarmottagning där Helan och Halvan - och även Richard själv - ofrivilligt drabbas av en överdos lustgas.
Utöver filmerna med Helan och Halvan spelade Richard under denna tid även roller mot komikerna Max Davidson och Charley Chase. Till hennes troligen mest kända filmer mot den senare  hör Limousine Love. Här spelar Richard en kvinna som, efter att ha råkat blöta ner sina kläder, naken tar sin tillflykt till en parkerad bil - ovetande om att det är den bil Chase är på väg att köra till sitt eget bröllop! Genom merparten av filmen är Richard utlämnad till att agera endast med sitt ansikte; resten av kroppen kunde av anständighetsskäl förstås inte visas.
Trots Richards flitiga medverkan hos Roach blev hennes filmkarriär där kort. När hennes kontrakt löpte ut 1928 förnyades det inte (detsamma gällde några ytterligare av Roach' kvinnliga komiker, eventuellt kan dessa uppsägningar ha berott på ekonomiska problem). Efter att hon lämnat Roach gjorde hon 1929 en enstaka roll i en talfilm, The Line-Up, men verkar sedan helt ha dragit sig tillbaka från filmen med undantag för två närmast statistartade återinhopp hos Roach 1935.

## Efter filmkarriären
Richards öden efter tiden hos Roach var länge okända, men har i modern tid kartlagts av Bill Cappello. Härigenom vet man nu att hon i augusti 1928 gifte sig med teatertjänstemannen Alexander Kempner i New York och därvid åtminstone temporärt tycks ha dragit sig tillbaka till rollen som hemmafru. 1934 framträdde hon dock i en kortlivad Broadwaypjäs, Geraniums in My Window, och året därpå var hon åter i Kalifornien där hon finns med i en 1936 utgiven "casting directory" för Hollywood. Någon ny filmkarriär följde dock uppenbarligen inte.
Richard skilde sig från sin första man 1938 och gifte 1942 om sig med Sydney I. Rusinow. Denne hade då ett par år varit anställd i det kosmetikföretag, the Viola Richard Corporation, som Richard byggt upp i Beverly Hills, men som hon förefaller ha lagt ner eller åtminstone flyttat senast 1944. Troligen flyttade hon och hennes nye man vid denna tid till Florida. Också detta äktenskap blev relativt kortvarigt: Rusinow avled i en brand 1951. Richard gifte sig två år senare ännu en gång, nu med Lawrence McCafferty, professor i filosofi. Detta äktenskap varade i över tjugo år fram till Viola Richards död. Efter makens pensionering flyttade paret omkring 1972 till Carmel, Kalifornien, men Richard var vid denna tid redan märkt av sjukdom och under en semester i Palm Springs avled hon under mellandagarna julhelgen 1973. Hennes siste man avled 1979, och makarna ligger båda begravda på kyrkogården i Monterey, Kalifornien.

## Filmografi
Samtliga filmer utom Exclusive Rights och The Line-Up producerade av Hal Roach. 
| Premiärdatum      | Originaltitel               | Svensk titel                    | Regi                        | Richards roll                       |
| ----------------- | --------------------------- | ------------------------------- | --------------------------- | ----------------------------------- |
| 15 december 1926  | Exclusive Rights            | —                               | Frank O'Connor              | okänd roll                          |
| 17 juli 1927      | Why Girls Love Sailors      | —                               | Fred Guiol                  | Nelly, Willies flickvän             |
| 14 augusti 1927   | What Women Did for Me       | —                               | James Parrott               | Skolflicka                          |
| 28 augusti 1927   | With Love and Hisses        | —                               | Fred Guiol                  | Charlie Halls flickvän på stationen |
| 25 september 1927 | Sailors Beware              | —                               | Fred Guiol & Hal Yates      | Societetsdam                        |
| 12 november 1927  | Love 'Em and Feed 'Em       | —                               | Clyde Bruckman              | Viola, en telefonist                |
| 20 november 1927  | Do Detectives Think?        | Helan och Halvan som detektiver | Fred Guiol                  | Fru Foozle                          |
| 24 december 1927  | Never the Dames Shall Meet  | —                               | James Parrott               | Vinnare av en skönhetstävling       |
| 28 januari 1928   | Leave ’Em Laughing          | Lev livet leende                | Clyde Bruckman              | Tandläkarens sköterska              |
| 4 februari 1928   | Dumb Daddies                | —                               | Hal Yates                   | Viola                               |
| 12 februari 1928  | Flying Elephants            | Helan och Halvan i stenåldern   | Frank Butler                | Blushing Rose, Saxophonus dotter    |
| 3 mars 1928       | Came the Dawn               | —                               | Arch Heath & Leo McCarey    | Gimpleworts dotter                  |
| 31 mars 1928      | Blow by Blow                | —                               | Leo McCarey                 | okänd roll                          |
| 14 april 1928     | Limousine Love              | —                               | Fred Guiol                  | Hustrun, fru Glenders               |
| 8 september 1928  | Should Married Men Go Home? | Trötta miljonärer               | Leo McCarey & James Parrott | Den mörkhåriga golfspelerskan       |
| 1929              | The Line-Up                 | —                               | Charles L. Glett            | Alyce Vernon                        |
| 5 januari 1935    | Tit For Tat                 | Öga för öga                     | Charley Rogers              | Förbipasserande                     |
| 1 juni 1935       | Sprucin' Up                 | —                               | Gus Meins                   | Andra fotgängaren                   |

### Webbkällor
- "Viola Richard: Where Did She Went?" i Helan & Halvan-nättidningen The Wax Apple (arkiverad version hos Internet Archives)
- Tim Lussier:Some Favorite Lovely Ladies From Those Classic Two-Reelers (med utförlig skildring av Richards roll i Limousine Love)
- Kort presentation av Richard på Laurel and Hardy Central
- Richard-filmografi på Another Nice Mess (med länkar vidare till de enskilda filmerna)
- Viola Richard på Find A Grave
- Viola Richard på Internet Movie Database (engelska)
- Om Never the Dames Shall Meet på Silent Era